# أوكتافارما

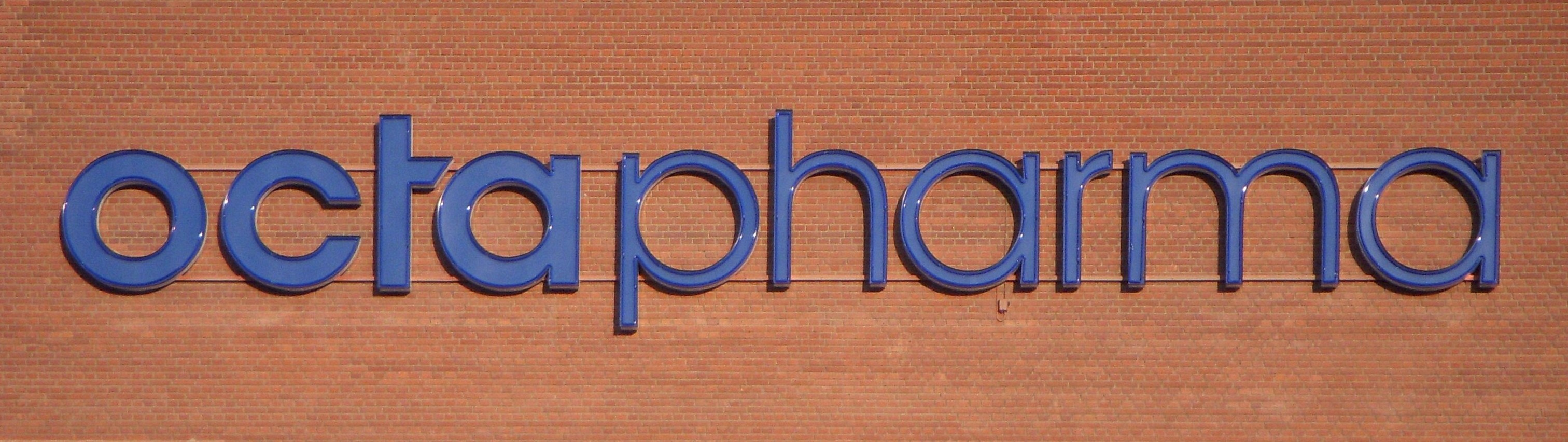
شعار الشركة على جدار

أوكتافارما (بالإنجليزية: Octapharma AG) هي أكبر شركة خاصة في العالم مختصة بإنتاج البروتينات البشرية. أسسها الملياردير الألماني فولفغانغ مارغوره عام 1983 ويمتلكها مع ثلاثة من أولاده، علما أنه فولفغانغ مارغوره واثنان من أولاده أعضاء في مجلس إدارتها.
تختص الشركة بإنتاج البروتينات البشرية وبلازما الدم.
يقع مقر الشركة في لاخن في سويسرا.

## تاريخ الشركة
تأسست الشركة عام 1983، واشتق اسمها من كلمة أوكتا اليونانية والتي تعني الرقم ثمانية في إشارة إلى العامل الثامن الذي بدأت الشركة أول أبحاثها حوله لأجل علاج الهيموفيليا نوع أ.

## روابط خارجية
- الموقع الرسمي
- موقع Octapharma Plasma, Inc.